# Phonon
Phonon è il una API per la riproduzione di flussi multimediali di introdotta con KDE 4. La grossa novità di Phonon rispetto ai metodi passati (aRts) consiste nel fornire una API molto semplificata (frontend) in grado di gestire qualsiasi backend multimediale per cui esista un plugin. I backend utilizzabili sono GStreamer, VLC media player (il backend "ufficiale") e Xine (che però non è più supportato).

Si può vedere la semplicità con la quale Phonon permette ad uno sviluppatore di riprodurre un contenuto multimediale analizzando il seguente frammento di codice C++ preso dalla documentazione ufficiale:
```
 
media
 
=
 
new
 
MediaObject
(
 
this
 
);

 
connect
(
 
media
,
 
SIGNAL
(
 
finished
()
 
),
 
SLOT
(
 
slotFinished
()
 
);

 
media
->
setUrl
(
 
"/home/username/music/filename.ogg"
 
);

 
media
->
play
();

```

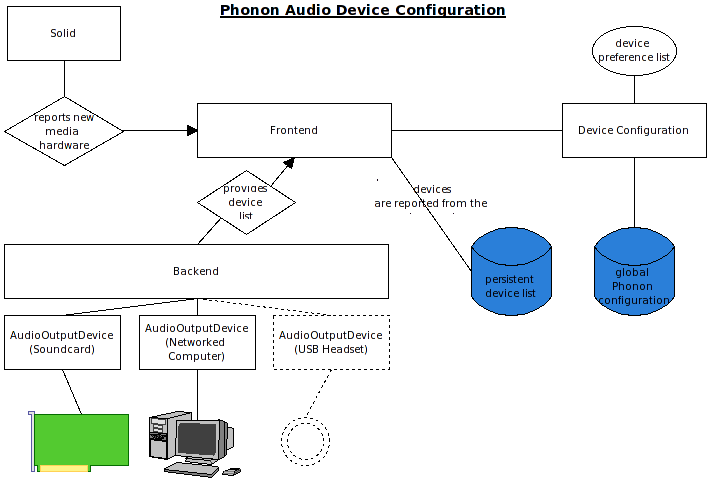
Schema di funzionamento di Phonon

Come si vede in questo esempio lo sviluppatore non si deve preoccupare di configurare il backend in quanto questo viene gestito automaticamente. Il vero vantaggio di questo approccio risiede nel fatto che le applicazioni di KDE (scritte per Phonon) potranno funzionare indipendentemente dal backend (e quindi dal sistema operativo) sottostante senza bisogno di nessuna modifica.
Usando aRts (il precedente sottosistema multimediale di KDE), erano necessarie circa 30 linee di codice per ottenere una funzionalità simile.
Tuttavia Phonon non è un sistema multimediale completo che permetta agli sviluppatori di controllare i backend fino nei minimi dettagli, ma consente di avere a disposizione (in maniera semplicissima) le funzionalità di cui hanno veramente bisogno il 90% delle applicazioni.